# عبد المجيد الهتاري
 عبد المجيد بن محمود الهتاري  (ولد في رجب سنة (1375هـ) الموافق 1955 - في عزلة بني هتار- قضاء الجبين، محافظة ريمة - اليمن والنشأة كانت هناك) هو عالم وداعية سلفي. متزوج بامرأتين، ولديه ستة عشر ولداً.. سبعة ذكور والبقية إناث لديه اخوة ، منهم عبد اللطيف بن محمود الهتاري لديه ولد اسمه عبد الرحمن الهتاري قد حفظ القرآن الكريم في ضروف صعبة وسار على نهج عمه عبد المجيد بن محمود كذلك لدية صوت جميل ومريح في القرآن الكريم.

## النشأة والتعليم
ولد عبد المجيد في الجبين بمحافظة ريمة اليمنية عام 1955. وفقا لموقع «منبر علماء اليمن»، فإن عبد المجيد درس في السعودية على يد عبد الله بن جبرين ومحمد قاسم الجيزاني ومحمد ذاكر الباكستاني كما حضر دروسا لعبد العزيز بن باز وفي الرياض أتم عبد المجيد حفظ القرآن. عاد إلى اليمن عام 1978 وهي السنة التي تولى فيها علي عبد الله صالح الرئاسة. درس على يد مقبل الوادعي في «دار الحديث» بصعدة والتي أُقيمت بدعم من علي عبد الله صالح وعلي محسن الأحمر والسعودية، ثم توجه إلى عبد المجيد الزنداني في محافظة عمران ينشر ماتعلمه في السعودية بين أبناء حاشد. هو حاليا إمام مسجد الدعوة بالعاصمة اليمنية صنعاء.

## مقتل ابنه
قُتل جار الله عبد المجيد الهتاري في 21 أبريل 2014 إثر هجوم شنته قوات الأمن اليمنية الخاصة بمساعدة من الأميركيين على مناطق بشبوة وأبين تأوي مسلحين يشتبه بانتمائهم لتنظيم القاعدة في جزيرة العرب. وعلق عبد المجيد على مقتل ابنه البالغ من العمر 14 عاما قائلا:
لم يُعتقل عبد المجيد ولا إبنه ولا زال يعمل إماما وخطيبا بأحد مساجد صنعاء، إلا أن صديقه عبد المجيد الزنداني وصف عمليات الطائرات الأميركية بدون طيار بالغير قانونية.